# Les Hôpitaux-Vieux
Les Hôpitaux-Vieux là một xã trong vùng hành chính Franche-Comté, thuộc tỉnh Doubs, quận Pontarlier, tổng Pontarlier. Tọa độ địa lý của xã là 46° 47' vĩ độ bắc, 06° 22' kinh độ đông. Les Hôpitaux-Vieux nằm trên độ cao trung bình là 1036 mét trên mực nước biển, có điểm thấp nhất là 959 mét và điểm cao nhất là 1303 mét. Xã có diện tích 14.21 km², dân số vào thời điểm 1999 là 257 người; mật độ dân số là 18 người/km².

## Thông tin nhân khẩu
| 1962 | 1968 | 1975 | 1982 | 1990 | 1999 |
| ---- | ---- | ---- | ---- | ---- | ---- |
| 120  | 141  | 140  | 170  | 245  | 257  |

## Địa điểm tham quan
Nhà thờ Sainte-Philomène được xây năm 1835, tòa thị chính có nguồn gốc từ năm 1826.